# Veni, vidi, vici

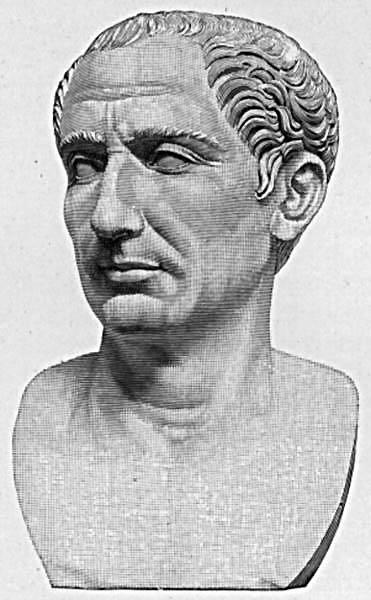
Bust de Juli Cèsar

Veni, vidi, vici ('vaig arribar, vaig veure, vaig vèncer', pronunciat [ˈweːniː ˈwiːdiː ˈwiːkiː] en llatí clàssic o [ˈveni ˈvidi ˈvitʃi] en llatí eclesiàstic) és una locució llatina emprada pel general i cònsol de la República Romana, Juli Cèsar, l'any 47 aC en dirigir-se al Senat romà descrivint la seva victòria recent a la batalla de Zela.
La fórmula, atribuïda a Juli Cèsar segons Suetoni, la va pronunciar després de la batalla de Zela, quan va derrotar el Regne del Pont. Diu que era un dels lemes que portava durant el seu triomf i proclamava la rapidesa amb que va aconseguir Cèsar la victòria. Va servir per recordar al senat la seva destresa militar, ja que Cèsar es trobava immers en una guerra civil contra Pompeu. Alternativament, el comentari es pot veure com una expressió del desdeny de Cèsar envers el senat patrici (dominat pels optimates), que tradicionalment representava el grup més poderós de la república romana. Plutarc diu que Cèsar va escriure aquestes paraules en una carta que va enviar a un amic Amatius, potser Gai Mati Calvena.
Veni, vidi i vici són la primera persona del pretèrit perfecte simple dels verbs en llatí venire, videre i vincere. Actualment, la frase s'utilitza habitualment per representar la rapidesa amb la qual s'ha fet alguna cosa amb èxit.